# Мутис, Альваро
Альваро Мутис Харамильо (исп. Álvaro Mutis Jaramillo; 25 августа 1923, Богота — 22 сентября 2013, Мехико) — колумбийский поэт и прозаик.

## Биография
Сын дипломата, рос в Бельгии. После смерти отца в 1932 году вернулся в Колумбию. С 1942 года активно занимался журналистикой, начал публиковать стихи. В 1956 году переехал в Мехико. В конце 1970-х начал писать прозу, из которой наиболее известен цикл  романов о моряке Макроле.
Дружил с Октавио Пасом, Габриэлем Гарсиа Маркесом, Карлосом Фуэнтесом, Луисом Бунюэлем, Хуаном Хосе Арреолой.

## Сочинения

### Стихотворения
- La Balanza (1948)
- Los elementos del desastre (1953)
- Reseñas de los hospitales de Ultramar (1955)
- Los trabajos perdidos (1965)
- Summa de Maqroll el Gaviero (1973)
- Caravansary (1981)
- Los emisarios  (1984)
- Crónica regia y alabanza del reino (1985)
- Un homenaje y siete nocturnos (1986)

### Проза
- Diario de Lecumberri (1960)
- La mansión de Araucaíma (1973)
- La Nieve del Almirante (1986, премия Медичи за зарубежный роман)
- La verdadera historia del flautista de Hammelin  (1982)
- Ilona llega con la lluvia ( 1987, экранизирован Серхио Кабрерой, 1996)
- Un bel morir (1989)
- La última escala del Tramp Steamer (1989 )
- La muerte del estratega (1990)
- Amirbar (1990)
- Abdul Bashur, soñador de navíos (1991)
- Tríptico de mar y tierra (1993)
- Soñador de navíos  (1986)
- Empresas y tribulaciones de Maqroll el Gaviero (1995, семь романов о Макроле)

### Эссе
- Contextos para Maqroll (1997)
- De lecturas y algo del mundo (1999)
- Caminos y encuentros de Maqroll el Gaviero (2001)

## Признание
Лауреат нескольких   национальных литературных премий Колумбии, французской премии Медичи за лучший зарубежный роман (1989). Литературная премия принца Астурийского (1997), Премия королевы Софии по ибероамериканской поэзии (1997), Премия «Мигель де Сервантес» (2001), Нейштадтская литературная премия (2002).
С 2005 библиотека Института Сервантеса  в Стамбуле носит имя Альваро Мутиса.